# Silvestro Belli
Pour les articles homonymes, voir Belli.
Silvestro Belli (né le 29 décembre 1781 à Anagni dans le Latium, et mort le 9 septembre 1844 à Jesi) est un cardinal italien du XIXe siècle.

## Biographie
Silversto Belli exerce diverses fonctions au sein de la Curie romaine. Le pape Grégoire XVI le crée cardinal in pectore lors du consistoire du 14 décembre 1840. Sa création est publiée le 12 juillet 1841. Belli est élu évêque de Jesi en 1842.

### Sources
- Fiche du cardinal sur le site de la FIU